# Santo Domingo Nuxaá (kommun)
Santo Domingo Nuxaá är en kommun i Mexiko.   Den ligger i delstaten Oaxaca, i den sydöstra delen av landet, 300 km sydost om huvudstaden Mexico City.
Följande samhällen finns i Santo Domingo Nuxaá:
- Llano de Ayuca
- El Sabinal
- Santo Domingo Nuxaá
- Río Comal
- La Muralla
- Loma de Conejo
- Piedra de Cal